# Pseudopachybrachius vinctus
Pseudopachybrachius vinctus är en insektsart som först beskrevs av Thomas Say 1831.  Pseudopachybrachius vinctus ingår i släktet Pseudopachybrachius och familjen Rhyparochromidae. Inga underarter finns listade i Catalogue of Life.